# Réserve de Faune et de Flore du Haut Bandama
La réserve de faune et de flore du Haut Bandama, créé le 21 mars 1973, est une réserve naturelle située en Côte d'Ivoire entre les régions du Hambol, Béré et du Poro. Plus précisément dans les départements de Katiola, Niankaramadougou, Korhogo et Mankono. Elle s'étend sur 122 162 hectares. Le nombre de chimpanzés dans cette réserve est estimé à 300 individus.

## Histoire
La réserve de faune et de flore du Haut-Bandama est créée par décret le 21 mars 1973,. Elle est située entre les régions du Hambol, Béré et du Poro, se localisant centre-nord de la Côte d'Ivoire. La réserve est née de deux forêts classées, dont celle du Haut-Bandama et du Bandama blanc. La réserve est créée dans le but de préserver la forêt sèche, le fleuve Bandama et la savane soudanaise. Elle permet également d'enrichir la faune et la flore sauvages pour des fins scientifiques, éducatives et de loisirs,.
À sa création en 1973, La Réserve de Faune et de Flore du Haut-Bandama fait une superficie de 123 km2 mais en mai 2018, un décret est adopté pour la modification de ses limites, réduisant sa superficie à 122 162 hectares,,.
La gestion de la Réserve est confié à l'Office ivoirien des parcs et réserve,.

## Description
La réserve se compose de forêt dégradée d'îlot et galerie le long des rivières. On y trouve également une savane boisée, une forêt claire Savane arborée.
La Réserve de Faune et de Flore du Haut-Bandama se situe dans le secteur sub-soudanais, également connu sous le nom de soudano-guinéen. Elle se caractérise par des savanes et des forêts claires typiques de la région soudanaise, mais elle abrite également des îlots parfois vastes de forêts denses sèches, se localisant au sud de a réserve. La végétation est dominée par les Poaceae et les grandes Andropogoneae, telles qu'Androgon gayanus, schirensis, Schizachyrium sanguineum et Laudetia simplex.
On retrouve des chimpanzés dans cette réserve, estimé à 300 individus.

## Activité humaine
La réserve subit de forte pressions anthropiques. L'activité humaine de la réserve de faune et de flore du Haut Bandama se présente sous plusieurs formes d’activités dont on dénombre l’orpaillage, l’élevage, l’agriculture, le braconnage, la pêche et la collecte de produits forestiers non ligneux.
Des groupes entiers d'orpailleurs clandestins, principalement des étrangers, se sont installés dans la Réserve, leurs activités cause des dommages importants à la réserve, en particulier sur la rive ouest du fleuve Bandama qui la traverse. Ils y creuse un réseau tentaculaire de galeries et de puits, visibles sur de vastes étendues de la réserve. La pollution engendrée par leurs activités rendent la restauration de la végétation naturelle extrêmement difficile, voire impossible dans certains cas. Utilisant des engins et des équipements tels que motopompes, tricycles, barils, groupes électrogènes et broyeurs, ces orpailleurs opèrent de manière intensive et non durable. Ils prélèvent également l'eau du fleuve Bandama pour laver la boue et la terre extraites.
De plus, l'agriculture mené par les populations local touche affecte profondément la réserve. Il s’est développé l’élevage traditionnel massif au environ de la réserve. Les animaux sont régulièrement conduits dans la réserve pour paître et s’abreuver,.